# Błażowa Górna
Błażowa Górna – wieś w Polsce położona w województwie podkarpackim, w powiecie rzeszowskim, w gminie Błażowa.
Do końca 1969 w granicach miasta Błażowa. 1 stycznia 1970 wyłączona z Błażowej i włączona do gromady Błażowa.
| SIMC    | Nazwa     | Rodzaj    |
| ------- | --------- | --------- |
| 0644039 | Dziurówka | część wsi |
| 0644045 | Stępica   | część wsi |
| 0644051 | Wilczak   | część wsi |

W latach 1975–1998 miejscowość administracyjnie należała do województwa rzeszowskiego.